# My Favorite Girl -The Movie-
『My Favorite Girl -The Movie-』（マイ・フェイバリット・ガール・ザ・ムービー）は、日本の音楽デュオ・WaTが2006年12月20日にA&M RECORDSから発売した2作目の映像作品。

## 内容
前作『WaT Entertainment Show 2006 ACT“do”LIVE Vol.4』から約8ヶ月ぶりの映像作品。
今作は「僕のキモチ」「5センチ。」「Hava Rava」「ボクラノLove Story」からなるシングル4部作をモチーフに藤村真理作で別冊マーガレットで連載していた同名漫画を、自身主演によって実写映画化した作品となっており、本編の要所でシングル4部作のミュージック・ビデオが収録されている。
本編後にはメイキング映像が収録されているほか、特典として写真集が同梱された。

## 収録映像内容
1. Chapter 1
2. Chapter 2
3. Chapter 3
4. Chapter 4
5. 僕のキモチ
6. Chapter 6
7. Chapter 7
8. 5センチ。
9. Chapter 9
10. Chapter 10
11. Chapter 11
12. Hava Rava
13. Chapter 13
14. Chapter 14
15. Chapter 15
16. Chapter 16
17. ボクラノLove Story
18. エンドクレジット